# 許亨 (南朝)
許亨（517年—570年），字亨道，高陽新城人。
曾祖許珪，許懋之子。生於梁武帝天監十六年，孤介有節行，好讀書，多識前代舊事，為南陽劉之遴所器重，曾任安東參軍兼太學博士，不久擔任平西記室參軍。太清初年，為征西中記室兼大常丞。卒於陳宣帝太建二年，年五十四歲。妻子范氏，儿子隋朝名臣許善心，孙子唐朝宰相许敬宗。

## 延伸阅读
[在维基数据编辑]
 《陳書·卷34》，出自姚思廉《陳書》